# Bolsa de Valores de Pernambuco e Paraíba
Die Bolsa de Valores de Pernambuco e Paraíba (BOVAPP) war eine regionale Wertpapierbörse mit Sitz in Recife, Brasilien. Sie war hauptsächlich im Norden des Landes aktiv, bis die Regionalbörsen Anfang der 200er Jahre schlossen und sie Platz machten für den größten Handelsplatz Brasiliens - heute B3 S.A.

## Geschichte
Das heutige Bairro do Recife entstand durch die wirtschaftlichen Bewegungen des Hafens. Allerdings gab es in der Region bereits Mitte des 19. Jahrhunderts Banken und Finanzinstitute. Dort begann die Geschichte der Börse von Pernambuco. Diese „monetäre Facette“ wird in Gebäuden wie dem Arnaldo Dubeaux Building repräsentiert, in dem die Bank of London and South America (oder einfach „Banco de Londres“) und die Börse von Pernambuco und Paraíba (BOVAPP) untergebracht waren.
1977 wurde das Gebäude zum Hauptsitz der Börse von Pernambuco. Die Existenz dieser Organisation ist jedoch älter. Die ersten Erwähnungen seiner Existenz in der Presse stammen aus den 1950er Jahren.
Konkret fand 1953 die erste Devisenauktion für den Nord-Nordosten des Landes statt. Dabei handelte es sich um die erste öffentliche Versteigerung einer Prämie auf die Devisenverfügbarkeit des Staates, die de facto den Beginn der Umsetzung einer neuen Finanzpolitik der Bundesregierung im ganzen Land markierte. Pernambuco war die einzige Stadt in der Region mit einer offiziellen Börse und erstreckte sich damals von Alagoas bis Amazonas. Trotz mehrerer Presseberichte gab die Börse nie einen konkreten Hauptsitz bekannt, sodass der Eindruck entstand, sie operiere von einem provisorischen Hauptsitz aus. Das Ziel Recife war jedoch immer in ihren Plänen.
Im Jahr 1982 weitete die Institution ihre Geschäftstätigkeit auf den Bundesstaat Paraíba aus, als sie in Pernambuco and Paraíba Stock Exchange umbenannt wurde, was eine stärkere Entwicklung des regionalen Aktienmarktes ermöglichte. Diese Vereinigung führte dazu, dass die Börse in ihren täglichen Handelssitzungen Rekorde im Wertpapierhandel brach. Von den 1980er Jahren bis zu ihrer Schließung konzentrierte sich die Börse von Pernambuco ausschließlich auf Sonderauktionen des Northeast Investment Fund – Finor im Rahmen von Ausschreibungen, die von der Banco do Nordeste und der Superintendencia de Desarrollo do Norte do Oeste (Sudene) gefördert wurden. Diese Auktionen ermöglichten die Umwandlung der Fondsanteile in Aktien von Unternehmen im Nordosten.
Anders als vermutet, unterschied sich das Szenario an dieser Börse deutlich von den geschäftigen Handelssitzungen in den anderen Hauptstädten der Welt. Einmal im Jahr fanden Finor-Auktionen statt, an denen bis zu 300 Unternehmen teilnahmen. Das ganze Jahr über waren jedoch Mitarbeiter von Maklerfirmen in den Räumlichkeiten tätig. Die Pernambuco Stock Exchange ging 2008 im Zuge der Krise an den Börsen weltweit in die Knie und beendete ihre Tätigkeit. Zuvor, im Jahr 2006, wurde mit Renovierungsarbeiten begonnen, damit das Gebäude Teil der Caixa Cultural werden konnte, einem Bundesprogramm der Caixa Econômica, das Maßnahmen zur Verbreitung der brasilianischen Kultur entwickelt.
Im Zuge der Sanierung und Restaurierung wurden Spuren der Fundamente der alten Gebäude gefunden, die vor der Stadtreform des 20. Jahrhunderts im Viertel existierten. Diese Fundamente werden jetzt in „archäologischen Fenstern“ des Raums ausgestellt, sodass die Öffentlichkeit die Überreste auf dem Boden sehen kann. Es ist immer noch möglich, den Tresorraum der alten Bank of London zu besichtigen. Caixa Cultural Recife wurde 2012 für die Öffentlichkeit geöffnet und bietet Platz für Ausstellungen und Theater.